# Die Simpsons/Staffel 7
Die siebte Staffel der US-amerikanischen Zeichentrickserie Die Simpsons wurde vom 17. September 1995 bis zum 19. Mai 1996 auf dem US-amerikanischen Sender Fox gesendet. Die deutschsprachige Erstausstrahlung sendete der Privatsender ProSieben vom 4. November 1996 bis zum 28. Dezember 1999, wobei die sechste Episode der Staffel Die Panik-Amok-Horror-Show erst am 28. Dezember 1999 ausgestrahlt wurde.
Die Staffel wurde am 13. Dezember 2005 in den Vereinigten Staaten und am 4. Mai 2006 in Deutschland auf DVD veröffentlicht.

## Episoden
| Nr. (ges.) | Nr. (St.) | Deutscher Titel                             | Originaltitel                                                                       | Erstausstrahlung (USA) | Deutschsprachige Erstausstrahlung (D) | Regie                | Drehbuch | Prodc. |
| --- | --------- | ------------------------------------------- | ----------------------------------------------------------------------------------- | ---------------------- | ------------------------------------- | -------------------- | --- | ------ |
| 125 | 1         | Wer erschoss Mr. Burns? (Teil Zwei)         | Who Shot Mr. Burns? (Part Two)                                                      | 17. Sep. 1995          | 4. Nov. 1996                          | Wes Archer           | Bill Oakley & Josh Weinstein | 2F20   |
| Eine DNA-Spur führt ins Haus der Simpsons und Homer wird verdächtigt – am Ende stellt sich Maggie als Täter heraus, wobei offenbleibt, ob es Absicht oder ein Unfall war. |           |                                             |                                                                                     |                        |                                       |                      | |        |
| 128 | 2         | Filmstar wider Willen                       | Radioactive Man                                                                     | 24. Sep. 1995          | 5. Nov. 1996                          | Susie Dietter        | John Swartzwelder | 2F17   |
| In Springfield soll ein neuer Radioactive-Man-Film gedreht werden und Bart will die Rolle von Fallout Boy spielen, die aber Milhouse bekommt. Doch Milhouse hat dazu kaum Lust. |           |                                             |                                                                                     |                        |                                       |                      | |        |
| 131 | 3         | Bei Simpsons stimmt was nicht!              | Home Sweet Homediddly-Dum-Doodily                                                   | 1. Okt. 1995           | 6. Nov. 1996                          | Susie Dietter        | Jon Vitti | 3F01   |
| In der Schule wird festgestellt, dass Bart Läuse hat. Das Jugendamt gibt die Simpsons-Kinder in die Obhut der Flanders, bis Homer und Marge einen Elternkurs absolviert haben. Flanders stellt fest, dass seine neuen Schützlinge nicht getauft sind und will dies sofort nachholen. Homer kann dies jedoch rechtzeitig verhindern. |           |                                             |                                                                                     |                        |                                       |                      | |        |
| 132 | 4         | Bart verkauft seine Seele                   | Bart Sells His Soul                                                                 | 8. Okt. 1995           | 7. Nov. 1996                          | Wesley Archer        | Greg Daniels | 3F02   |
| Bart und Milhouse diskutieren über das Thema Seele. Bart glaubt, dass die Seele nicht existiere und verkauft Milhouse für fünf Dollar seine eigene Seele. Er schreibt dazu auf einen Zettel das Wort Seele und verkauft ihn. Bart kann jedoch später nicht mehr lachen und ist auch sonst zu keinen Empfindungen mehr fähig. Verzweifelt versucht er, den Zettel zurückzubekommen. Milhouse verlangt nun jedoch fünfzig Dollar. Währenddessen macht Moe aus seiner Bar ein Restaurant für die ganze Familie. |           |                                             |                                                                                     |                        |                                       |                      | |        |
| 133 | 5         | Lisa als Vegetarierin                       | Lisa the Vegetarian                                                                 | 15. Okt. 1995          | 8. Nov. 1996                          | Mark Kirkland        | David S. Cohen | 3F03   |
| Lisa beschließt, kein Fleisch mehr zu essen, und Homer veranstaltet ein Barbecue. |           |                                             |                                                                                     |                        |                                       |                      | |        |
| 134 | 6         | Die Panik-Amok-Horror-Show                  | Treehouse of Horror VI                                                              | 29. Okt. 1995          | 27. Dez. 1999                         | Bob Anderson         | John Swartzwelder, Steve Tompkins, David S. Cohen | 3F04   |
| Angriff der 15-Meter-Reklamefiguren – Gigantische Reklamefiguren greifen die Stadt an. Alptraum in Evergreen Terrace – Hausmeister Willie schlitzt sich durch die Albträume der Kinder. Homer3 – Homer gerät in die dritte Dimension. (Mix aus Zeichentrick, CGI und Realfilm) |           |                                             |                                                                                     |                        |                                       |                      | |        |
| 135 | 7         | Der behinderte Homer                        | King-Size Homer                                                                     | 5. Nov. 1995           | 11. Nov. 1996                         | Jim Reardon          | Dan Greaney | 3F05   |
| Homer frisst sich jede Menge Pfunde an, um als Behinderter von zu Hause aus arbeiten zu dürfen. Doch auch dort vernachlässigt er seine Arbeit. Es kommt zu einem Zwischenfall, bei dem der Reaktor zu explodieren droht. |           |                                             |                                                                                     |                        |                                       |                      | |        |
| 136 | 8         | Wer ist Mona Simpson?                       | Mother Simpson                                                                      | 19. Nov. 1995          | 12. Nov. 1996                         | David Silverman      | Richard Appel | 3F06   |
| Homer besucht das vermeintliche Grab seiner Mutter und stellt fest, dass sie in Wirklichkeit dort nicht beerdigt ist. Seine Mutter erscheint bei Homer: Es stellt sich heraus, dass sie nicht tot, sondern auf der Flucht vor der Polizei ist. In den sechziger Jahren gehörte sie einer Hippie-Bewegung an, mit der sie ein biologisches Waffensystem von Mr. Burns zerstört hat. Mona begibt sich anschließend erneut auf die Flucht. |           |                                             |                                                                                     |                        |                                       |                      | |        |
| 137 | 9         | Tingeltangel-Bobs Rache                     | Sideshow Bob’s Last Gleaming                                                        | 26. Nov. 1995          | 13. Nov. 1996                         | Dominic Polcino      | Spike Feresten | 3F08   |
| Mit einer gestohlenen Atombombe will Tingeltangel-Bob Springfield zwingen, das Fernsehen abzuschaffen. Die Bombe stellt sich als ungefährlich heraus. Tingeltangel-Bob nimmt Bart als Geisel und will mit einem Flugzeug fliehen. Ein Absturz rettet den beiden das Leben. |           |                                             |                                                                                     |                        |                                       |                      | |        |
| 138 | 10        | Die 138. Episode, eine Sondervorstellung    | The Simpsons 138th Episode Spectacular                                              | 3. Dez. 1995           | 27. Okt. 1997                         | David Silverman      | Jon Vitti | 3F31   |
| Troy McClure führt durch einen Rückblick auf acht Jahre „Die Simpsons“ – inklusive nie gezeigter Szenen. |           |                                             |                                                                                     |                        |                                       |                      | |        |
| 139 | 11        | Das schwarze Schaf                          | Marge Be Not Proud                                                                  | 17. Dez. 1995          | 14. Nov. 1996                         | Steven Dean Moore    | Mike Scully | 3F07   |
| Kurz vor Weihnachten stiehlt Bart ein Videospiel und wird dabei erwischt. Er bekommt daraufhin Hausverbot. Er kann zunächst verhindern, dass seine Eltern davon erfahren, bis diese beschließen, in dem gleichen Laden ein Familienfoto aufnehmen zu lassen. Von Bart enttäuscht, verhält sich Marge von nun an ihm gegenüber distanziert. Bart will Marge mit einem Weihnachtsgeschenk besänftigen. Doch als sie ihn ins Haus schleichen sieht, denkt sie, er hätte wieder etwas geklaut. Als sie das Geschenk (ein Bild von Bart) sieht, ist alles wieder beim Alten. |           |                                             |                                                                                     |                        |                                       |                      | |        |
| 140 | 12        | Homers Bowling-Mannschaft                   | Team Homer                                                                          | 7. Jan. 1996           | 15. Nov. 1996                         | Mark Kirkland        | Mike Scully | 3F10   |
| Homer will eine Bowlingmannschaft gründen und braucht dazu 500 Dollar. Er bekommt das Geld von Mr. Burns, jedoch nur, weil dieser nicht im Vollbesitz seiner geistigen Kräfte ist. Als Mr. Burns wieder klar denken kann, will er das Geld wieder zurück. An der Bowlingbahn angekommen, entschließt er sich spontan der Mannschaft beizutreten, womit die Siegesserie der Mannschaft zu Ende zu sein scheint. Mehrere Versuche Mr. Burns loszuwerden, scheitern. Die Mannschaft gewinnt letztlich doch den Pokal, der zum Verdruss der Anderen von Burns allein beansprucht wird. Währenddessen müssen die Schüler der Grundschule Uniformen tragen, weil Bart mit einem provozierendem T-Shirt zur Schule gekommen ist. |           |                                             |                                                                                     |                        |                                       |                      | |        |
| 141 | 13        | Die bösen Nachbarn                          | Two Bad Neighbors                                                                   | 14. Jan. 1996          | 18. Nov. 1996                         | Wes Archer           | Ken Keeler | 3F09   |
| Ex-Präsident George Bush zieht gegenüber der Simpsons ein. Nachdem Bart die Memoiren von Bush vernichtet hat, bekommt er von diesem ein paar Schläge auf den Hintern. Homer verlangt daraufhin eine Entschuldigung von Bush. Da dieser sich weigert, kommt es zu einem erbitterten Nachbarschaftsstreit zwischen den beiden, der mit Bushs Auszug endet. |           |                                             |                                                                                     |                        |                                       |                      | |        |
| 142 | 14        | Eine Klasse für sich                        | Scenes from the Class Struggle in Springfield                                       | 4. Feb. 1996           | 19. Nov. 1996                         | Susie Dietter        | Jennifer Crittenden | 3F11   |
| Nachdem Marge ein Kostüm von Chanel im Angebot gefunden hat, wird sie von einem vornehmen Country-Club eingeladen. Wenig später soll sie auch offiziell in den Club aufgenommen werden. Zu diesem Anlass will sie ihr Kostüm umändern, damit es neu aussieht, doch dabei ruiniert sie es vollständig. Homer findet zufällig heraus, dass Mr. Burns jahrelange Golf-Erfolge Betrug waren. Damit Homer schweigt, sorgt Mr. Burns dafür, dass die Familie im Club aufgenommen wird. Auf dem Weg zur Einführungsparty fällt Marge jedoch auf, dass ihr Bemühen, in die feine Gesellschaft aufgenommen zu werden, sie auch charakterlich verändert. Sie macht schließlich einen Rückzieher.                                    |           |                                             |                                                                                     |                        |                                       |                      | |        |
| 143 | 15        | Bart ist an allem schuld                    | Bart the Fink                                                                       | 11. Feb. 1996          | 20. Nov. 1996                         | Jim Reardon          | Bob Kushell, John Swartzwelder | 3F12   |
| Bart deckt zufällig Krustys Steuerbetrug auf, worauf dieser seinen Tod durch einen Flugzeugabsturz vortäuscht. Bart und Lisa machen sich auf die Suche nach dem verschollenen Krusty. |           |                                             |                                                                                     |                        |                                       |                      | |        |
| 144 | 16        | Das geheime Bekenntnis                      | Lisa the Iconoclast                                                                 | 18. Feb. 1996          | 21. Nov. 1996                         | Mike B. Anderson     | Jonathan Collier | 3F13   |
| Kurz vor der Parade zu seinen Ehren findet Lisa heraus, dass Stadtgründer Jebediah Springfield eigentlich ein Pirat war. Viele Springfielder sind über diese Behauptung entrüstet. Lisa kommt einem Museumsdirektor auf die Schliche, der das Geheimnis ebenfalls kennt und dies zu verschleiern versucht. |           |                                             |                                                                                     |                        |                                       |                      | |        |
| 145 | 17        | Butler bei Burns                            | Homer the Smithers                                                                  | 25. Feb. 1996          | 22. Nov. 1996                         | Steven Dean Moore    | John Swartzwelder | 3F14   |
| Als Smithers Urlaub macht, wird Homer sein Vertreter – und erzieht Mr. Burns zu ungeahnter Selbstständigkeit. Homer schlägt Mr. Burns nieder und kündigt seinen Aushilfsjob. Burns muss nun alleine zurechtkommen, was dann auch so gut klappt, dass er Smithers entlässt. Homer hilft daraufhin Smithers, dass er seinen Posten zurückbekommt. |           |                                             |                                                                                     |                        |                                       |                      | |        |
| 146 | 18        | Wer erfand Itchy und Scratchy?              | The Day the Violence Died                                                           | 17. März 1996          | 25. Nov. 1996                         | Wesley Archer        | John Swartzwelder | 3F16   |
| Als Bart beweist, dass das Itchy-und-Scratchy-Filmstudio die Idee zu Itchy von einem alten Mann namens Chester gestohlen hat, macht das Studio Pleite und kann keine Filme mehr herstellen. Dies hat zur Folge, dass Bart und Lisa nun auf ihre Lieblingssendung verzichten müssen. |           |                                             |                                                                                     |                        |                                       |                      | |        |
| 147 | 19        | Selma heiratet Hollywoodstar                | A Fish Called Selma                                                                 | 24. März 1996          | 26. Nov. 1996                         | Mark Kirkland        | Jack Barth | 3F15   |
| Troy McClure heiratet Marges Schwester Selma, um seiner Karriere neuen Schwung zu geben. Als Troy, ebenfalls nur zu Marketingzwecken, ein Kind bekommen will, beendet Selma die Beziehung mit ihm. |           |                                             |                                                                                     |                        |                                       |                      | |        |
| 148 | 20        | Die Reise nach Knoxville                    | Bart on the Road                                                                    | 31. März 1996          | 27. Nov. 1996                         | Swinton O. Scott III | Richard Appel | 3F17   |
| Martin begleitet seinen Vater an die Börse und macht bei Spekulationen 600 Dollar. Mit einem gefälschten Führerschein fahren Bart, Nelson, Milhouse und Martin mit einem Leihwagen zur Stätte der Weltausstellung 1982 nach Knoxville (Tennessee), wo Nelson unter anderem den Sunsphere zum Einsturz bringt, während Lisa ihre Frühlingsferien bei Homer auf der Arbeit verbringt. |           |                                             |                                                                                     |                        |                                       |                      | |        |
| 149 | 21        | 22 Kurzfilme über Springfield               | 22 Short Films About Springfield                                                    | 14. Apr. 1996          | 28. Nov. 1996                         | Jim Reardon          | Richard Appel, David S. Cohen, Jonathan Collier, Jennifer Crittenden, Greg Daniels, Brent Forrester, Rachel Pulido, Steve Tompkins, Bill Oakley, Josh Weinstein, Matt Groening, Greg Daniels | 3F18   |
| Verschiedene kleine Geschichten mit verschiedenen Bürgern von Springfield. Beispiele: Eine Pulp-Fiction-Parodie mit Chief Wiggum, Snake und Milhouse. Apu kann nur fünf Minuten seinen Laden schließen, um auf eine Party zu gehen. Homer sperrt Maggie im Zeitungskasten ein und Dr. Nick werden falsche Behandlungsmethoden vorgeworfen. |           |                                             |                                                                                     |                        |                                       |                      | |        |
| 150 | 22        | Simpson und sein Enkel in „Die Schatzsuche“ | Raging Abe Simpson and His Grumbling Grandson in „The Curse of the Flying Hellfish“ | 28. Apr. 1996          | 29. Nov. 1996                         | Jeffrey Lynch        | Jonathan Collier | 3F19   |
| Grampa und Mr. Burns sind die letzten beiden Überlebenden einer Gruppe von ehemaligen Soldaten, die einen erbeuteten Schatz (verschiedene Gemälde aus deutschem Besitz) aus dem Zweiten Weltkrieg verwalten. Sie schlossen ein Gentlemen’s Agreement bzw. Tontine; trotzdem will Burns den Schatz für sich alleine haben und lieber Grampa ausschalten als darauf zu warten, dass dieser stirbt. Die Beute geht jedoch später an den rechtmäßigen Besitzer aus Deutschland. |           |                                             |                                                                                     |                        |                                       |                      | |        |
| 151 | 23        | Volksabstimmung in Springfield              | Much Apu About Nothing                                                              | 5. Mai 1996            | 2. Dez. 1996                          | Susie Dietter        | David S. Cohen | 3F20   |
| Ein Gesetz zur Deportation illegaler Einwanderer bedroht Apu, welcher seit sieben Jahren in den USA mit abgelaufenem Visum lebt. Apu will sich zunächst falsche Papiere besorgen, später beschließt er jedoch, amerikanischer Staatsbürger zu werden. |           |                                             |                                                                                     |                        |                                       |                      | |        |
| 152 | 24        | Homer auf Tournee                           | Homerpalooza                                                                        | 19. Mai 1996           | 3. Dez. 1996                          | Wesley Archer        | Brent Forrester | 3F21   |
| Homer wird vom Veranstalter einer Freak-Show engagiert. Bei den Auftritten muss er sich eine Kanonenkugel auf seinen Bauch schießen lassen, was jedoch seine Gesundheit ernsthaft gefährdet. |           |                                             |                                                                                     |                        |                                       |                      | |        |
| 153 | 25        | Ein Sommer für Lisa                         | Summer of 4 Ft. 2                                                                   | 19. Mai 1996           | 4. Dez. 1996                          | Mark Kirkland        | Dan Greaney | 3F22   |
| Die Simpsons fahren nach Little Pwagmattasquarmsettport, wo sie in dem Strandhaus der Flanders wohnen. Lisa versucht Freundschaften zu schließen und findet auch prompt neue Freunde. Aus Neid versucht Bart, ihre neu geschlossenen Freundschaften zu zerstören. |           |                                             |                                                                                     |                        |                                       |                      | |        |